# Università Otto-Friedrich di Bamberga
L'università Otto-Friedrich di Bamberga in tedesco Otto-Friedrich-Universität Bamberg, è un'università di Bamberga, Baviera, in Germania.

## Storia
Fondata nel 1647 con il nome di Academia Bambergensis da Melchior Otto Voit di Salisburgo inizialmente contava le facoltà di Teologia e Filosofia ed in seguito grazie all'impegno di Friedrich Karl von Schönborn-Buchheim e di Adam Friedrich von Seinsheim si aggiunsero quelle di Legge e Medicina. Dopo varie dispute occorse, dal primo gennaio 1988 è stato restituito all'Università l'antico nome.

## Facoltà
L'Università conta quattro facoltà.